# طه الفشني
طه حسن مرسي الفشني (1900 - 10 ديسمبر 1971) قارئ قرآن ومنشد ديني مصري ويعد أحد أعلام هذا المجال البارزين.

## حياته ونشأته
من مواليد مدينة الفشن بمحافظة بني سويف. حفظ القرآن ثم تعلم القراءات، وتدرج الشيخ طه في دراسته الدينية والعامة وحصل على كفاءة المعلمين من مدرسة المعلمين سنة 1919. حضر الشيخ طه إلى القاهرة، والتحق ببطانة الشيخ علي محمود، ثم ذاع صيته بأنه قارئ ومنشد حسن الصوت.

## مسيرته
التحق بالإذاعة المصرية سنة 1937، وعين قارئاً ل جامع السيدة سكينة سنة 1940 وحتى وفاته. أختير رئيساً لرابطة القراء خلفاً للشيخ عبد الفتاح الشعشاعى سنة 1962. كان الشيخ طه صاحب مدرسة متفردة في التلاوة والإنشاد، وكان على علم كبير بالمقامات والأنغام، وانتهت إليه رئاسة فن الإنشاد في زمنه فلم يكن يعلوه فيه أحد، وهو أشهر أعلام هذا الفن بعد الشيخ علي محمود. من أشهر التواشيح كانت حب الحسين ، ميلاد طه، يا أيها المختار.

## وصلات خارجية
- طه الفشني على موقع ديسكوغز (الإنجليزية)